# Wapowski (krater księżycowy)
Wapowski – mały krater na powierzchni Księżyca o średnicy 11,45 km, położony na 83,08° szerokości południowej i 53,79° długości wschodniej, wewnątrz dużo większego krateru Scott.
Decyzją Międzynarodowej Unii Astronomicznej 22 stycznia 2009 roku został nazwany nazwiskiem polskiego kartografa i astronoma Bernarda Wapowskiego, nazywanego „ojcem polskiej kartografii”.